# Philip Cochran
Philip Gerald Cochran, ameriški letalski častnik in vojaški pilot, * 29. januar 1910, † 26. avgust 1979.
Polkovnik Cochran je najbolj znan kot poveljnik 1. zračne komandoške skupine, pri čemer je med burmansko kampanjo iznašel številne novosti v zračnem bojevanju, letalskem transportu in zračnem desantu.